# Шрі-вайшнавізм
Шрі-вайшнавізм та Шрі-сампрадая — релігійна традиція всередині індуїзму, один із напрямів вайшнавізму. Сама традиція говорить про свою ведичну давнину, однак її історію можна простежити лише починаючи з X століття, коли основоположник шрі-вайшнавізму Натхамуні зібрав разом на «Дів'я-прабандсі» гімни бгакті тамільських поетів-святих альварів. Натхамуні також є автором санскритських трактатів, що систематизують шрі-вайшнавітське богослов'я і значною мірою присвячених дебатам з буддійською філософією. Наступним великим шрі-вайшнавським Ачар'я був онук Натхамуні й духовний вчитель Рамануджі Ямуначар'я. Подібно до Рамануджі, Ямуначар'я приділяв багато уваги філософським дебатам між школами двайти й адвайти. Приписувані йому праці написані на санскриті, але він також здобув популярність за те, що кодифікував літературну спадщину тамільських альварів. 
Шрі-вайшнавізм розглядає Вішну як джерело всіх аватар. Вішну — це ім'я Бога для послідовників усіх вайшнавских традицій. Вішну також відомий як Нараяна, Васудева або Крішна. За кожним з цих імен варто розуміти божественну постать, яку різні напрямки вайшнавізму приймають як Всевишнього Послідовники шрі-вайшнавізму поклоняються Вішну як верховному Богу.  Назва традиції шрі-вайшнавізму походить від Шрі — одного з імен дружини Вішну Лакшмі, поклонінню якій послідовники традиції надають особливого значення, розглядаючи її як посередника між людиною та Богом.  Богослов'я шрі-вайшнавізму здебільшого базується на цьому постулаті Основним духовним центром традиції шрі-вайшнавізму є храм Ранганатхі в Шрірангамі, а філософською основою — філософія вішишта-адвайти Рамануджі. .